# Baryscapus erynniae
Baryscapus erynniae är en stekelart som först beskrevs av Domenichini 1965.  Baryscapus erynniae ingår i släktet Baryscapus och familjen finglanssteklar. Inga underarter finns listade.